# Sight Training: Enjoy Exercising and Relaxing Your Eyes
Sight Training: Enjoy Exercising and Relaxing Your Eyes (en català: «Entrenament visual: gaudiu fent exercicis i relaxant la vista») és un videojoc de trencaclosques desenvolupat per Bandai Namco i Nintendo SPD i publicat per Nintendo per a la Nintendo DS. Va ser llançat al Japó el 31 de maig de 2007 i va arribar a Europa el 23 de novembre de 2007. Forma part de la sèrie Touch! Generations.
El joc entrena les diferents habilitats visuals dels jugadors i els ajuda a relaxar la vista. El programari es va desenvolupar amb la supervisió de Hisao Ishigaki, professor de ciències de l'esport de l'Institut Tecnològic d'Aichi.

## Jugabilitat
El joc té una interfície i un estil de joc diari i proves molt similars al Brain Training, però a diferència d'aquest joc es juga subjectant la consola de la manera normal en comptes de verticalment. La primera part del programa és l'"Eye Age Check" (prova de l'edat ocular), on els jugadors fan diversos exercicis d'entrenament i, tot seguit, el joc mostra una puntuació en forma d'"edat" on 20 és la millor, com ho fa el Brain Training.
Els exercicis de l'entrenament es divideixen en dos grups: el "Core Training" (entrenament bàsic) i el "Sports Training" (entrenament esportiu). Els jocs Core Training són similars a les proves que es poden trobar a l'oficina d'un optometrista. El Sports Training, d'altra banda, implica reforços de la vista mitjançant jocs esportius com ara el tennis taula, el bàsquet i el beisbol. Els crítics van pensar que els jocs del Sports Training eren més impressionants visualment que els jocs del Core Training.

## Recepció
Sight Training va obtenir una puntuació total del 59% a Metacritic, basada en 22 ressenyes.
Els crítics no van quedar impressionats amb els exercicis d'entrenament. Jeff Gerstmann de GameSpot va dir que els jocs eren "una mica massa fàcils per ser divertits després d'una estona". Craig Harris d'IGN va dir que els minijocs haurien encaixat de la mateixa manera en qualsevol altra col·lecció de minijocs i va trobar que un dels jocs implicava més coordinació ulls-mans que l'entrenament de la vista.
A la Games Convention de Leipzig l'agost del 2007, Sight Training va ser nominat per un jurat com un dels tres millors jocs de Nintendo DS que s'hi van presentar. Més tard, el jurat va triar el joc com el millor, citant que era "molt divertit".